# Martín Merquelanz
Martín Merquelanz Castellanos (Irún, Guipúzcoa, 12 de junio de 1995) es un futbolista español. Juega como centrocampista y su equipo es la S. D. Eibar de la Segunda División de España.

## Trayectoria
Nacido en Irún, Martin comenzó a jugar al fútbol en Deporte escolar con el Colegio Dunboa de Irún. Después, se marchó a San Sebastián para jugar en el Antiguoko KE. En 2012 firmó por la Real Sociedad, para incorporarse a su equipo juvenil. En 2014 dio el salto a la Real Sociedad "B", donde se convertiría en uno de los jugadores más destacados. El 10 de diciembre de 2017 sufrió la rotura del ligamento cruzado anterior de la rodilla izquierda, que le mantuvo seis meses de baja.
En agosto de 2018, tras realizar la pretemporada completa con el primer equipo, el club renovó su contrato y pasó a formar parte de la primera plantilla txuri-urdin con el dorsal 16. El 31 de agosto de 2018 debutó en Liga con la Real Sociedad, frente a la S. D. Eibar, en un encuentro en el que sufrió una nueva rotura del ligamento cruzado anterior, aunque en este caso, de la rodilla derecha, dos minutos después de haber sustituido a Asier Illarramendi.
De cara a la temporada 2019-20 fue cedido al C. D. Mirandés de Segunda División. El 5 de febrero de 2020 fue clave en el triunfo por 4 a 2 ante el Villarreal C. F., en los cuartos de final de la Copa del Rey, al firmar un gol y tres asistencias. El 8 de marzo logró un doblete, en los minutos finales del encuentro, que permitió remontar el encuentro frente a la A. D. Alcorcón (1-2) además de alcanzar los once goles en el campeonato.
En agosto de 2020 renovó su contrato con la Real Sociedad hasta 2025. Un año después volvió a salir cedido, en esta ocasión al Rayo Vallecano.
El 23 de julio de 2024, tras más de dos años sin jugar por problemas físicos, llegó a un acuerdo para rescindir su contrato. Al día siguiente firmó por una temporada con la S. D. Eibar con un periodo de prueba.

## Estadísticas
Actualizado al último partido disputado el 25 de mayo de 2025.
| Club                       | Div.          | Temporada     | Liga  | Liga  | Liga   | Copas nacionales | Copas nacionales | Copas nacionales | Torneos internacionales | Torneos internacionales | Torneos internacionales | Total | Total | Total  | Media goleadora |
| Club                       | Div.          | Temporada     | Part. | Goles | Asist. | Part.            | Goles            | Asist.           | Part.                   | Goles                   | Asist.                  | Part. | Goles | Asist. | Media goleadora |
| -------------------------- | ------------- | ------------- | ----- | ----- | ------ | ---------------- | ---------------- | ---------------- | ----------------------- | ----------------------- | ----------------------- | ----- | ----- | ------ | --------------- |
| Real Sociedad "B" · España | 2.ª B         | 2014-15       | 17    | 0     | 2      | —                | —                | —                | —                       | —                       | —                       | 17    | 0     | 2      | 0               |
| Real Sociedad "B" · España | 2.ª B         | 2015-16       | 29    | 2     | 0      | —                | —                | —                | —                       | —                       | —                       | 29    | 2     | 0      | 0,07            |
| Real Sociedad "B" · España | 2.ª B         | 2016-17       | 36    | 10    | 5      | —                | —                | —                | —                       | —                       | —                       | 36    | 10    | 5      | 0,28            |
| Real Sociedad "B" · España | 2.ª B         | 2017-18       | 18    | 5     | 0      | —                | —                | —                | —                       | —                       | —                       | 18    | 5     | 0      | 0,28            |
| Real Sociedad "B" · España | Total club    | Total club    | 100   | 17    | 7      | 0                | 0                | 0                | 0                       | 0                       | 0                       | 100   | 17    | 7      | 0,17            |
| Real Sociedad · España     | 1.ª           | 2018-19       | 1     | 0     | 0      | 0                | 0                | 0                | —                       | —                       | —                       | 1     | 0     | 0      | 0               |
| C. D. Mirandés · España    | 2.ª           | 2019-20       | 36    | 15    | 9      | 7                | 2                | 4                | —                       | —                       | —                       | 43    | 17    | 13     | 0,4             |
| C. D. Mirandés · España    | Total club    | Total club    | 36    | 15    | 9      | 7                | 2                | 4                | 0                       | 0                       | 0                       | 43    | 17    | 13     | 0,4             |
| Real Sociedad · España     | 1.ª           | 2020-21       | 13    | 0     | 0      | 2                | 0                | 0                | 2                       | 0                       | 0                       | 17    | 0     | 0      | 0               |
| Real Sociedad · España     | Total club    | Total club    | 14    | 0     | 0      | 2                | 0                | 0                | 2                       | 0                       | 0                       | 18    | 0     | 0      | 0               |
| Rayo Vallecano · España    | 1.ª           | 2021-22       | 4     | 0     | 0      | 0                | 0                | 0                | —                       | —                       | —                       | 4     | 0     | 0      | 0               |
| Rayo Vallecano · España    | Total club    | Total club    | 4     | 0     | 0      | 0                | 0                | 0                | 0                       | 0                       | 0                       | 4     | 0     | 0      | 0               |
| S.D. Eibar · España        | 2.ª           | 2024-25       | 15    | 0     | 1      | 1                | 0                | 0                | —                       | —                       | —                       | 16    | 0     | 1      | 0               |
| S.D. Eibar · España        | Total club    | Total club    | 15    | 0     | 1      | 1                | 0                | 0                | 0                       | 0                       | 0                       | 16    | 0     | 1      | 0               |
| Total carrera              | Total carrera | Total carrera | 169   | 32    | 17     | 10               | 2                | 4                | 2                       | 0                       | 0                       | 181   | 34    | 21     | 0,20            |